# La tigre è ancora viva: Sandokan alla riscossa!
La tigre è ancora viva: Sandokan alla riscossa! è un film del 1977 diretto da Sergio Sollima e tratto dai romanzi del ciclo indo-malese di Emilio Salgari. La sceneggiatura si ispira in buona parte al libro La riconquista di Mompracem.
Seguito dello sceneggiato televisivo di successo Sandokan (1976), il film è ambientato dieci anni dopo le vicende narrate in precedenza. Dopo la caduta dell'isola Mompracem e la morte dell'amata Marianna, Sandokan vive ritirato in India ma, spinto dalla giovane malese Jamilah, decide di lasciare il suo volontario esilio per ricominciare la sua lotta contro l'Inghilterra.
Dopo aver diretto Il Corsaro Nero, Sollima iniziò a lavorare al film, richiamando buona parte del cast artistico e tecnico del primo capitolo. Rispetto a Sandokan, trasmesso in televisione, questo seguito venne programmato nelle sale cinematografiche. Uscì il 22 dicembre 1977, ma non ottenne il successo sperato, anche a causa di uno sforzo produttivo minore, dovuto alla produzione e alla spietata concorrenza cinematografica dell'epoca (nello stesso periodo, uscì il famoso Guerre stellari di George Lucas).
La fredda accoglienza della pellicola convinse la produzione a chiudere la saga dedicata alla Tigre della Malesia per i successivi diciannove anni; il ciclo salgariano verrà ripreso nel 1996 con la miniserie Il ritorno di Sandokan di Enzo G. Castellari, con un cast del tutto rinnovato (tranne Bedi).

## Trama
Dieci anni dopo la caduta di Mompracem, l'isola è comandata da Abdullah, un sultano pavido, crudele e grossolano al soldo degli inglesi. La giovane mezzosangue Jamilah, accompagnata da un avventuriero greco di nome Teotokris, intraprende un viaggio in India, allo scopo di convincere Sandokan a tornare a combattere per la libertà e spodestare l'impostore. I due cercano subito di entrare in contatto con Yanez de Gomera, fraterno amico di Sandokan, che intanto ha sposato l'indiana Surama, maharani dell'Assam; Yanez, tuttavia, sconsiglia a Jamilah di perseverare nel suo intento, perché la "Tigre della Malesia", dopo le ultime pugne, ha perso fiducia nella lotta senza quartiere agli inglesi e si è ritirato a vita privata. La ragazza, però, riesce ad incontrare Sandokan nella giungla e lo convince a tornare a Mompracem.
Sfortunatamente, James Brooke, rajah bianco di Sarawak ed acerrimo nemico del pirata, è venuto a conoscenza della missione della ragazza e, per fermarla, ha assoldato i Thugs, una temutissima setta religiosa di strangolatori che sacrifica le sue vittime alla sanguinaria dea Kālī. La notte stessa, i Thugs entrano in azione e rapiscono la giovane. Sandokan, aiutato dai fidi Tremal-Naik e Kammamuri, nonché da Teotokris, libera Jamilah e fa perdere le sue tracce, ma nella fuga, l'avventuriero greco lo tradisce e gli spara alle spalle da distanza ravvicinata; il pirata, pur sopravvissuto, finisce prigioniero di Brooke, e solo uno stratagemma di Yanez riesce a liberarlo. Riuniti i suoi compagni, Sandokan è finalmente pronto a tornare in Malesia.
Il traditore Teotokris è più veloce dei pirati e, sicuro di aver ucciso Sandokan, raggiunge Abdullah (che si scopre essere il suo padrone). Saputo, però, che la "Tigre" è ancora viva e si prepara ad attaccare Mompracem, l'ambiguo greco dà a James Brooke una serie di preziose informazioni che Jamilah gli aveva ingenuamente confidato. Così, una volta in Malesia, Sandokan trova sulla sua strada più insidie del previsto: dapprima lo attaccano i Dayaki, poi è la volta dei Ranger di Brooke. A salvare Sandokan, stavolta, sono dei giovani malesi, guidati dal figlio di un suo ex-tigrotto, Giro-Batol. La "Tigre" può dunque riprendere la strada verso Mompracem, con forze fresche e un nuovo importante alleato: i Dayaki, che Tremal-Naik ha convinto a combattere per Sandokan.
Nel frattempo, Yanez  s'è introdotto alla corte di Abdullah sotto le mentite spoglie di un generale prussiano, riuscendo così a prendere le redini della guarnigione di stanza a Mompracem, con l'obiettivo di smilitarizzarla, il tutto mentre Kammamuri lo segue come suo attendente, con lo scopo di liberare Jamilah. Teotokris rientra però a corte e smaschera entrambi: Yanez è fatto prigioniero e consegnato a Brooke, mentre Kammamuri, abile a scappare, riesce a favorire lo sbarco notturno di Sandokan e dei tigrotti.
La riconquista di Mompracem galoppa veloce. Sandokan salva dapprima Jamilah e poi Yanez, infine depone Abdullah che, camuffatosi da donna, viene ucciso da Jamilah; vedendo che la partita è persa, Teotokris e Brooke tentano la fuga. La "Tigre" raggiunge il greco e lo finisce al termine di un combattimento all'ultimo sangue, mentre Brooke semina i suoi inseguitori e fugge a bordo di una piccola imbarcazione. Sandokan, però, può comunque consolarsi: l'isola di Mompracem è stata riconquistata e ripopolata, ritornando così ad essere un simbolo di libertà per tutta la Malesia.

## Produzione
All'indomani dell'enorme successo riscosso da Sandokan, Rai 2 mise in cantiere un nuovo capitolo della serie, stavolta programmato nelle sale cinematografiche, consentendo allo studio produttore di ricavare maggior profitto. Solo dopo aver terminato Il Corsaro Nero, uscito nel 1976, Sollima iniziò ad occuparsi del film; nel frattempo, riconfermò il cast tecnico che aveva lavorato al primo capitolo.
Sollima e Silvestri fecero riferimento principalmente a La riconquista di Mompracem, primo volume del cosiddetto "secondo ciclo di Sandokan", nonché ottavo episodio complessivo della saga. I personaggi, però, sono attinti da altri romanzi del ciclo indo-malese. Per Ajer-Duk e James Brooke, le fonti principali furono I pirati della Malesia; Teotokris fu tratteggiato su quello che compare in Alla conquista di un impero e Sandokan alla riscossa. Sollima, inoltre, pianificò che in questo seguito Sandokan avrebbe avuto a che fare con la rivolta dei sepoys, soldati indiani che nel 1857 si ribellarono alla Compagnia delle Indie. L'episodio è solo accennato dai racconti di Yanez, quando Jamilah e Teotokris gli fanno visita in Assam.
Quanto al cast, fu riconfermata la partecipazione degli attori Kabir Bedi, Philippe Leroy, Adolfo Celi e Ganesh Kumar, già protagonisti nel primo Sandokan. Secondo il racconto di Sollima, fu molto difficile reperire Ganesh, rintracciato in Bahrein dove si era trasferito insieme alla moglie. Come new entry, Sollima coinvolse Massimo Foschi per il ruolo di Teotokris, Néstor Garay in quello del sultano Abdullah e Sal Borgese, che aveva da poco diretto ne Il Corsaro Nero, per vestire i panni di Kammamuri. Nello stesso periodo, fu ingaggiata Teresa Ann Savoy per interpretare Jamilah, la protagonista femminile, ruolo che in origine doveva andare all'ex-fidanzata di Kabir Bedi, Parveen Babi. La coppia, però, si lasciò poco prima dell'inizio delle riprese e Sollima si vide costretto ad assumere Savoy, sebbene non la ritenesse del tutto idonea per la parte. Nel cast figura anche Franco Fantasia, che aveva interpretato il capitano van Doren nello sceneggiato originale ed era reduce dalla precedente pellicola Il Corsaro Nero.
Il film risentì di numerosi travagli e fu girato in Sri Lanka, Malaysia e India per risparmiare sul budget, nettamente inferiore a quello a disposizione durante le riprese del primo Sandokan.

## Colonna sonora
La colonna sonora del film è composta dagli Oliver Onions, un gruppo musicale italiano formato dai fratelli Guido e Maurizio De Angelis. Nel 1978 venne pubblicato dalla RCA Original Cast solo il 45 giri Mompracem, con numero di catalogo RCA BB 6135 e contenente due brani. Negli anni settanta, infatti, era abitudine costruire un'intera colonna sonora utilizzando anche un solo tema ri-arrangiato in più versioni, così da risparmiare sul budget. Il resto della colonna sonora parve fosse andata perduta.
La strumentazione originale comprendeva: flauto dolce, mandola, arpa e campanello.
Nel 2007, a quasi trent'anni di distanza dalla distribuzione del film, i master stereo della colonna sonora sono invece stati ritrovati e questa è stata finalmente pubblicata, a nome Guido e Maurizio De Angelis e con il titolo Sandokan alla riscossa!, in CD dalla Digitmusic, specializzata nel recuperare colonne sonore, soprattutto inedite. Nonostante un adeguato restauro digitale alcune imperfezioni (che già esistevano sulle fonti originali) sono purtroppo rimaste. Quest'edizione è stata ristampata, sempre in CD, nel 2018.

## Distribuzione
La tigre è ancora viva: Sandokan alla riscossa! venne distribuito nel circuito cinematografico italiano a partire dal 22 dicembre 1977. L'Italia fu il primo paese che distribuì la pellicola nei cinema e della distribuzione si occupò la Cineriz. Successivamente il film venne distribuito anche all'estero, tra cui in Portogallo, con il titolo di Sandokan - O Tigre de Mompracem, il 21 luglio 1978.
Il film è uscito in VHS, distribuito da Domovideo,, mentre in DVD è stato pubblicato in numerose edizioni soprattutto nei paesi dell'Europa dell'Est.

## Accoglienza
Il film ottenne un discreto successo, ma nettamente inferiore al suo predecessore. Secondo l'opinione di Franca Faldini e Goffredo Fofi, autori del libro Il cinema italiano d'oggi, 1970-1984: raccontato dai suoi protagonisti, il novanta per cento degli spettatori del primo Sandokan rimase insoddisfatto di questo seguito. Per Sollima, la fredda accoglienza della pellicola era dovuta ad altri motivi: «all'epoca il pubblico non capì subito che si trattava di una novità in quanto, a breve distanza di tempo, era stata riproposta, in due film separati, la riduzione cinematografica dello sceneggiato, che per'altro avevano avuto un buon successo».
Secondo altre opinioni, condivise anche dal regista, il film fu penalizzato dalla concorrenza di Guerre Stellari di George Lucas, uscito nello stesso periodo. Il film, infatti, si posizionò solo al 69º posto nella classifica dei 100 film di maggior incasso della stagione cinematografica 1977-78.
La critica italiana giudicò il film gradevole sul piano dell'azione e del ritmo, ma serrato rispetto alla sontuosità dello sceneggiato originale, anche a causa di uno sfarzo produttivo minore. MYmovies ha assegnato al film tre stelle su cinque. La performance di Teresa Ann Savoy fu criticata duramente. Gli autori di Attori stranieri del nostro cinema, ad esempio, scrissero: «Savoy risulta poco credibile e alquanto legnosa in un ruolo d'improbabile esotismo».

## Riconoscimenti
- 1980 - 7 d'Or Night
  - Miglior attore (Kabir Bedi)